# Vice du consentement
Un vice du consentement est une imperfection entachant l'intégrité du consentement dans un contrat. Un contrat dont le consentement est vicié peut être déclaré nul par un tribunal.

## Histoire

### Droit romain
Le droit romain, en reconnaissant que c'est du consentement des parties que se fonde la validité du contrat, reconnaissait l'existence de vice de consentement. Trois catégories pouvaient être distinguées.
- L'erreur (error) est l'absence de consensus des parties sur l'objet du contrat, qu'il s'agisse de la prestation à effectuer ou sur l'un de ses éléments essentiels.
- Le dol (dolus malus) est la ruse, la manoeuvre, ou l'acte frauduleux employé pour circonvenir, tromper ou leurrer le concontractant. Elle pouvait entrainer la nullité du contrat, si la victime du dol agissait en justice (actio de dolo).
- La crainte, ou violence (metus), est le fait de contracter sous la pression d'une menace. Une action pouvait permettre à l'intimidé d'annuler le contrat (actio metus ou in integrum restitutio propter metum) mais seulement à condition que la menace soit celle d'un mal considérable, qu'elle soit susceptible d'effrayer un homme courageux et que cette menace soit illégitime.

Toutefois, en ce qui concerne l'erreur et le dol, les juristes romains faisaient la différence entre les contrats de bonne foi (bonae fidei) et les contrats de droit strict (stricti iuris). Si dans le premier cas, toute erreur entrainaient la nullité absolue du contrat, seule la partie victime de la méprise pouvait dans le second cas agir en justice pour obtenir la nullité.

### Droit médiéval
Au Moyen-Âge, la distinction entre les contrats de bonne foi et de droit strict fut remise en cause par Pierre de Belleperche puis par Cino da Pistoia, qui estimèrent que les deux types de contrats peuvent être annulés en justice s'ils ont viciés par une erreur ou un dol. Cette opinion divergente sera toutefois rejetée par Bartole, et par la grande majorité de la doctrine.
En plus de cette distinction, les juristes médiévaux rajoutèrent une distinction entre les situations où le dol avait une importance fondamentale (dolus causam dans contractui) ou plutôt incidente (dolus incidens contractui). Dans le premier cas, la partie n'aurait pas conclu le contrat si elle avait été au courant de son erreur, ce qui entraine la nullité absolue de son engagement. Dans le second, la partie aurait pu seulement contracter de manière plus avantageuse, ce qui entraine seulement la possibilité de réclamer un dommage ou de demander la nullité de l'engagement en justice.

### Temps modernes
Au début de l'époque moderne, le vice de crainte est grandement discutée par les théologiens et juristes notamment en ce qui concerne le contrat de mariage, domaine dans lequel l'Église considérait que personne ne pouvait être forcée à se marier. Entre le besoin de protéger les parties contre les influences néfastes d'une part, et d'encourager les individus à faire preuve de courage et de loyauté, les opinions furent parfois fort divergentes. Ainsi, si Luis Molina considèrait que les contrats conclus par intimidation sont absolument nuls, la majorité des auteurs tels que Tomás Sánchez, Juan de Lugo et Lessius déclarèrent que ces contrats n'étaient marqués que d'une nullité relative au profit de la partie intimidée, et ce en raison du dommagee qui pouvait lui être causé. Cette dernière opinion fut ensuite retenue par Grotius, et conservée jusqu'à maintenant.
Au niveau de l'erreur et du dol, la distinction entre contrats de bonne foi et de droit strict fut largement discutée par les juristes et théologiens. Lessius parvint à une solution plus claire, qui sera ensuite reprise entièrement par Grotius : la partie victime de la méprise dispose ainsi d'un droit d'annulation du contrat, afin de pouvoir, s'il le désire, contraindre l'auteur du dol à la réalisation de ses engagements.

## Droit par pays

### Canada

#### Québec
En droit québécois, les vices du consentement sont l'erreur, la crainte et la lésion. Ils sont décrits aux articles 1399 à 1408 du Code civil du Québec.

### Belgique
L'article 1109 du Code civil belge prévoit qu'« Il n'y a point de consentement valable, si le consentement n'a été donné que par erreur, ou s'il a été extorqué par violence ou surpris par dol ».

### France
Les vices du consentement sont énumérés par l'article 1130 du Code civil français (l'erreur, le dol et la violence) et par l'article 1118 (la lésion), dont le domaine est nettement plus restreint et qui n'est pas considéré par tous comme tel).

### Suisse
En droit suisse, les vices du consentement sont décrits par le Code des obligations.